# Xueyan (köpinghuvudort i Kina, Jiangsu Sheng, lat 31,51, long 120,09)
Xueyan (kinesiska: 雪堰, 雪堰镇) är en köpinghuvudort i Kina. Den ligger i provinsen Jiangsu, i den östra delen av landet, omkring 140 kilometer sydost om provinshuvudstaden Nanjing. Antalet invånare är 94 705. Befolkningen består av 45 349 kvinnor och 49 356 män. Barn under 15 år utgör 10,0 %, vuxna 15-64 år 77 %, och äldre över 65 år 11,0 %.
Runt Xueyan är det tätbefolkat, med 286 invånare per kvadratkilometer. Närmaste större samhälle är Wuxi, 19,5 km öster om Xueyan. Trakten runt Xueyan består till största delen av jordbruksmark.
Genomsnittlig årsnederbörd är 1 613 millimeter. Den regnigaste månaden är augusti, med i genomsnitt 234 mm nederbörd, och den torraste är januari, med 55 mm nederbörd.